# Bitka kod Otočca 1543.
Bitka kod Otočca 1543. bio je oružani sukob između vojne postrojbe Hrvatskog Kraljevstva (u sastavu Habsburške Monarhije) i snaga Turskog Carstva koji se dogodio kod grada Otočca. Kao jedna od brojnih hrvatskih bitaka s Turcima u to doba, bio je to okršaj čiji datum nije sa sigurnošću utvrđen, no vjerojatno se zbio 24. kolovoza 1543. godine. Bitka u kojoj je hrvatskim ratnicima na čelu bio dotadašnji hrvatski ban Petar Keglević, a sudjelovali su mnogi viđeniji hrvatski velikaši, završila je odlučujućom pobjedom hrvatskih snaga.

## Povijesna pozadina
Od početka trećeg desetljeća 16. stoljeća, kada je na tursko prijestolje stupio sultan Sulejman I., Osmanlije su postupno prodirali u Hrvatsku i osvajali njene krajeve. Prodrli su i u Liku, čiji su veći dio osvojili do 1526. godine. Sjeverozapadni dio te hrvatske pokrajine, uključujući Otočac, uspio se obraniti. Od tada je dolazilo do mnogih okršaja između hrvatskih branitelja i osmanskih osvajača, ali se državna granica stabilizirala nedaleko od Otočca, kod Prozora, u kojem je bila tvrđava ključna za obranu Gackog polja od turskih napada i gdje je postojao višetonski granični kameni blok. Obrani samog Otočca od najezde Turaka pridonio je i položaj njegove utvrde, koja je bila okružena rukavcima rijeke Gacke na močvarnom terenu, pa je s okolnog čvrstog kopna bila teško pristupačna.

## Bitka
Potkraj ljeta 1543. godine Turci su pošli na još jedan od svojih brojnih pljačkaških i osvajačkih pohoda prema otočkom kraju. Dočekao ih je donedavni hrvatski ban Petar Keglević sa svojom postrojbom, u kojoj su osim vojnika bili i hrvatski velikaši Juraj Frankopan Slunjski, Nikola Frankopan Tržački i Stjepan Babonić Blagajski, među ostalima. Keglevića je nedugo prije toga na banskom stolcu zamijenio Nikola Šubić Zrinski, s kojim je došao u sukob radi posjedovanja Čakovca, iz kojeg se po nalogu kralja Ferdinanda Habsburškog morao iseliti. Nema dostupnih podataka o tome tko je kod Otočca osobno predvodio Osmanlije, ali je poznato da je ondašnji upravitelj Bosanskog sandžaka bio sandžak-beg imenom Ulama-beg.
Točno mjesto i vrijeme bitke nije sa sigurnošću utvrđeno, a prema nekim izvorima odvila se 24. kolovoza 1543. godine. Tijek bitke, kao i duljina njenog trajanja, također nigdje nisu evidentirani. Jedino što je poznato jest činjenica da su hrvatske snage pobijedile u toj bitki i spriječile osmansko zauzimanje Otočca, kao i neprijateljsko napredovanje prema zapadu. Štoviše, kada su kasnije u turske ruke pali čak i Bihać, Ostrožac, Tržac, Kladuša, Bužim, Zrin, Gvozdansko, Kostajnica te mnoga druga hrvatska uporišta, Otočac nije doživio istu sudbinu, nego se uspio obraniti.

## Ostavština
Uvidjevši neosvojivost otočke utvrde, tadašnje habsburške vojne vlasti prigodom formiranja Vojne krajine sredinom 16. stoljeća u Otočac su postavile sjedište kapetanije. Da bi ojačali obrambenu moć grada i tog dijela Vojne krajine, skupina uskoka koji su bili raseljeni iz Senja i doselili se u Otočac 1619. godine izgradili su na uzvisini sjeverno od grada tvrđavu Forticu. Bitke s Turcima na području Otočca vodile su se sve do njihovog protjerivanja iz Like 1689. godine. Za vrijeme vladavine carice i kraljice Marije Terezije grad je uzdignut na razinu sjedišta pukovnije, jedne od četiriju pukovnija u sastavu Karlovačkog generalata (Lička, Otočka, Ogulinska i Slunjska pukovnija).

## Vanjske poveznice
- Borbe s Turcima u Lici
- Stjepan IX. Babonić Blagajski pobijedio je 1543. sa svojim rođacima slunjskim knezovima Frankopanima Turke kod Otočca
- Otočac kroz povijest